# ليبيريا في الألعاب الأولمبية
ليبيريا في الألعاب الأولمبية  تقوم اللجنة الأولمبية الليبيرية بالإشراف في شؤون مشاركة ليبيريا في الألعاب الأولمبية، شاركت ليبيريا أول مرة في الألعاب الأولمبية في دورة 1956 في ملبورن في أستراليا، لم تتمكن ليبيريا حتى الآن من الفوز بأي ميدالية أولمبية.